# ФК Диферданж 03
ФК Диферданж 03 (Football Club Differdange 03) е футболен отбор от град Диферданж в Люксембург. Отборът е основан през 2003 година. Основните клубни цветове са червеното и черното. Отборът играе домакинските си мачове на „Стад дю Тиленберг“, който разполага с капацитет от 7150 места, всичките от които седящи. Клубът е считан за един от стойностните и стабилно представящи се отбори в Люксембург.

## История
„Диферданж 03“ е основан през 2003 година, в резултат от сливането на два клуба от Диферданж: „Ред Бойс Диферданж“ и „АС Диферданж“. Когато отборите се сливат през 2003-04 година, „Ред Бойс“ обитават ниските части на Втора дивизия, а „АС“ е в средата на таблицата на трета дивизия на Люксембург, тогава новия клуб е върнат в Първа дивизия през сезон 2005-06, когато дивизията е увеличена на 14 отбора.

## Успехи
като Ред Бойс (Диферданж):
- Национална Дивизия
  -  Шампион (7): 1922 – 23, 1925 – 26, 1930 – 31, 1931 – 32, 1932 – 33, 1978 – 79, 2023 – 24
  -  Вицешампион (11): 1910 – 11, 1926 – 27, 1933 – 34, 1934 – 35, 1957 – 58, 1973 – 74, 1975 – 76, 1979 – 80, 1980 – 81, 1983 – 84, 1984 – 85

- Купа на Люксембург
  -  Носител (16): 1924-25, 1925-26, 1926-27, 1928-29, 1929-30, 1930-31, 1933-34, 1935-36, 1951-52, 1952-53, 1957-58, 1971-72, 1978-79, 1981-82, 1984-85, 2024-25
  -  Финалист (11): 1923 – 24, 1931 – 32, 1934 – 35, 1947 – 48, 1949 – 50, 1954 – 55, 1957 – 58, 1969 – 70, 1976 – 77, 1985 – 86, 1989 – 90

като Диферданж 03:
- Национална Дивизия
  -  Вицешампион (3): 2008–09, 2014–15, 2016–17
  -  Бронзов медал (3): 2006-2007, 2013-2014, 2015-2016

- Купа на Люксембург
  -  Носител (4): 2009 – 10, 2010 – 2011, 2013–14, 2014–15
  -  Финалист (1): 2012-13

## Известни играчи
- Омар Ер Рафик
- Орелиен Йоахим
- Флоран Малуда